# معدن غار کان گوهر
معدن غار کان گوهر در شهرستان بوانات، بخش مرکزی، دهستان سروستان، ۱ کیلومتری روستای منج، سمت راست جاده، داخل تنگه معروف به بندنو واقع شده و این اثر در تاریخ ۹ شهریور ۱۳۸۷ با شمارهٔ ثبت ۲۳۱۴۶ به‌عنوان یکی از آثار ملی ایران به ثبت رسیده است.